# Marbotte
Marbotte is een plaats en voormalige gemeente in het kanton Saint-Mihiel in het Franse departement Meuse in de regio Grand Est.

## Geschiedenis
Op 1 januari 1973 ging Marbotte op in gemeente Apremont-la-Forêt, tegelijk met Liouville en Saint-Agnant-sous-les-Côtes. De voormalige gemeenten kregen de status van commune associée.

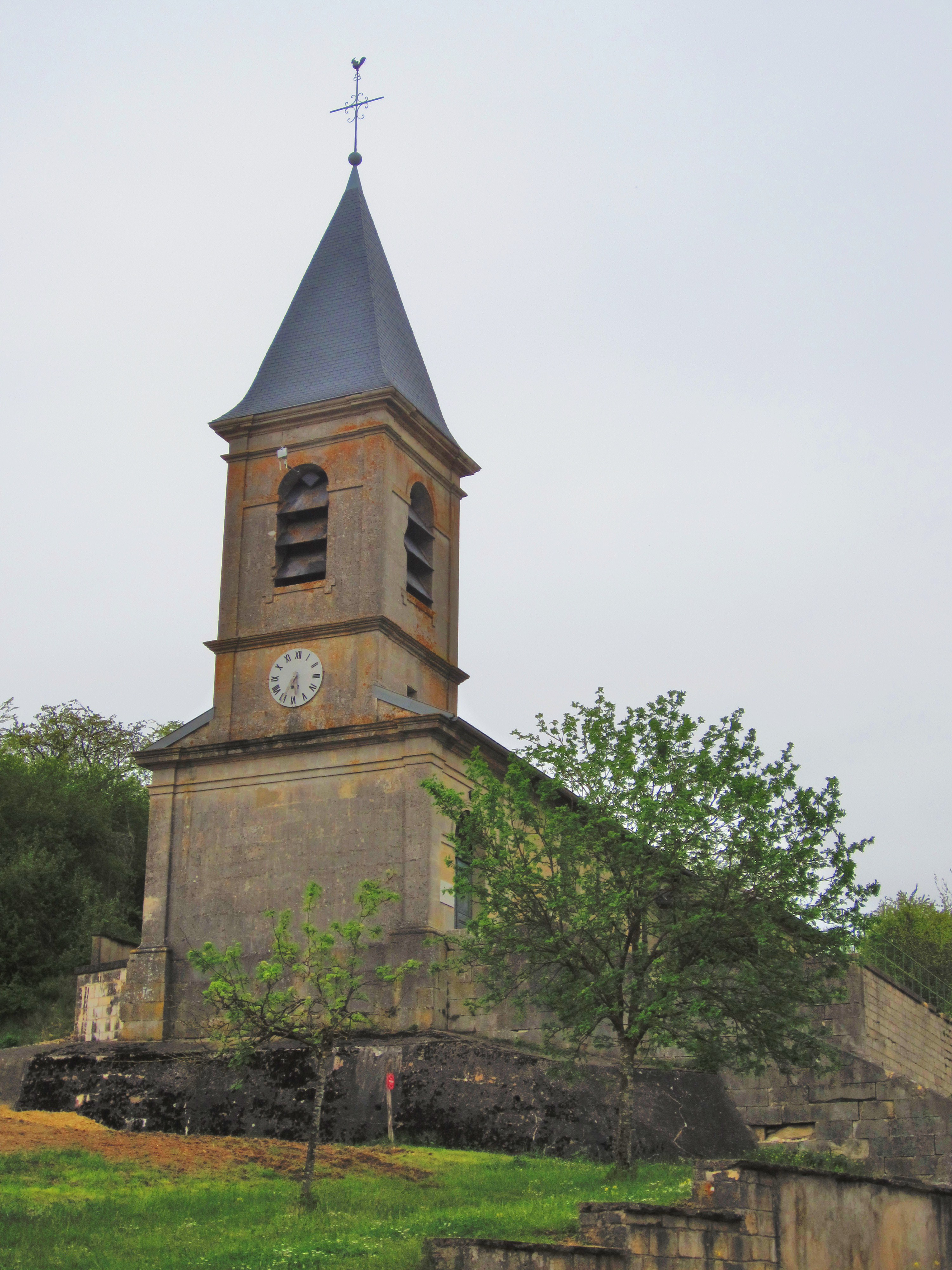
De kerk van Marbotte

Apremont-la-Forêt · Liouville · Marbotte · Saint-Agnant-sous-les-Côtes